# Malaquiferus
Malaquiferus — вимерлий рід родини Oromerycidae. Рід містить такі види:  Malaquiferus tourteloti. Скам'янілості виявлено в Канаді (Саскачеван) та США (Техас, Вайомінг) — всього 6 колекцій.